# Rutan Quickie
Le Rutan Quickie est un avion monoplace américain dessiné par Burt Rutan pour la construction amateur.
C'est un avion monoplace de faible puissance (18 ch), construit en matériaux composites.

Par sa configuration à ailes en tandem, il est le précurseur du Quickie Aircraft Q2, du Viking Dragonfly et du Rutan (model 69) Amsoil Racer.

## Historique
Gene Sheehan et Tom Jewett (Quickie Enterprises) ont en 1975 l'idée d'un petit avion monoplace facile à construire, pas cher, et consommant peu. Le projet est de le vendre en kit par la suite. La construction du prototype par la Rutan Aircraft Factory dure trois mois ; les premiers essais ont lieu en novembre 1977. Les essais en vol vont durer 5 mois.

## Conception
La conception générale est confiée en 1976 à Burt Rutan qui étudie d'abord le model 49, une configuration canard à faible puissance (20 ch). Mais sur un avion très léger le poids du pilote, qui est variable, doit être au voisinage du centre de gravité, ce qui oblige à retenir une disposition classique, moteur à l'avant. 
Rutan retient finalement une configuration des surfaces portantes en tandem, un compromis entre la configuration classique et le canard. 
- Le plan avant est en position basse, en dièdre négatif, il porte les roues et les gouvernes de profondeur (contrôle en tangage) qui font également office de volets (augmentation de portance à basse vitesse). Il supporte environ 60 % du poids de l'avion.
- le plan arrière est en position haute, en arrière de la cabine de pilotage. Il porte les ailerons (contrôle en roulis). De surface quasiment identique à celle du plan avant, il a une charge alaire moins élevée et joue le rôle normal de stabilisateur en tangage.
- la dérive arrière est classique, à la différence des winglets d'un avion canard.

### Moteur
Début 1977 un moteur qui convient est trouvé : c'est un bloc standard de motoculteur ONAN, pas cher, bicylindre à 4 temps, qui développe 16 à 18 ch, et pas trop lourd (32 kg à sec). Il est adapté à l'avion par Gene Sheehan. Comme il ne tourne pas trop vite (3 600 tr/min), il entraîne une petite hélice de 1,06 m de diamètre en prise directe. Il sera par la suite poussé à 22 ch à 3 800 tr/min.

## Qualités de vol et performances
Au décollage la profondeur (qui n'a pas de bras de levier par rapport aux roues) est inefficace ; il faut attendre que l'avion se mette en ligne de vol et décolle de lui-même. 

Avec si peu de puissance la vitesse ascensionnelle est faible, 2 m/s.

Grâce à la bonne aérodynamique (finesse), la vitesse max est de 195 km/h, l'équivalent d'avions classiques 4 ou 5 fois plus puissants. 

La consommation est de 4,5 litres à l'heure, soit 2 litres aux 100 km.

En approche, les volets sont peu braqués, l'avion manque de frein et allonge beaucoup. Comme le plan avant est en effet de sol, l'avion « refuse » de se poser.
 
L'avion ne décroche pas, il s'enfonce ; le départ en vrille est impossible.

## Prototype
Le prototype "model 54", construit en composites (mousse et fibre de verre /époxy), est très léger : 110 kg. Il peut emporter son propre poids. 

Le prototype a été immatriculé N77Q (77 pour l'année, Q pour Quickie).

## Production

### Le quickie en kit
Sheenan et Jewett ont monté leur société Quickie Enterprises, rebaptisée ensuite Quickie Aircraft Corporation à Mojave, sur le même aéroport que Rutan. Le Quickie est proposé en kit à partir de juin 1978.

### Versions biplaces  du Quickie
S'inspirant très fortement du Quickie, Sheenan et Jewett vont développer de leur côté un modèle biplace en kit, le QAC Quickie Q2. 
Un autre constructeur américain, Bob Walters, proposera également une variante biplace du Quickie en construction amateur sur plans, le Viking Dragonfly.

## Galerie
Le Q2 est un modèle biplace dérivé du Rutan Quickie

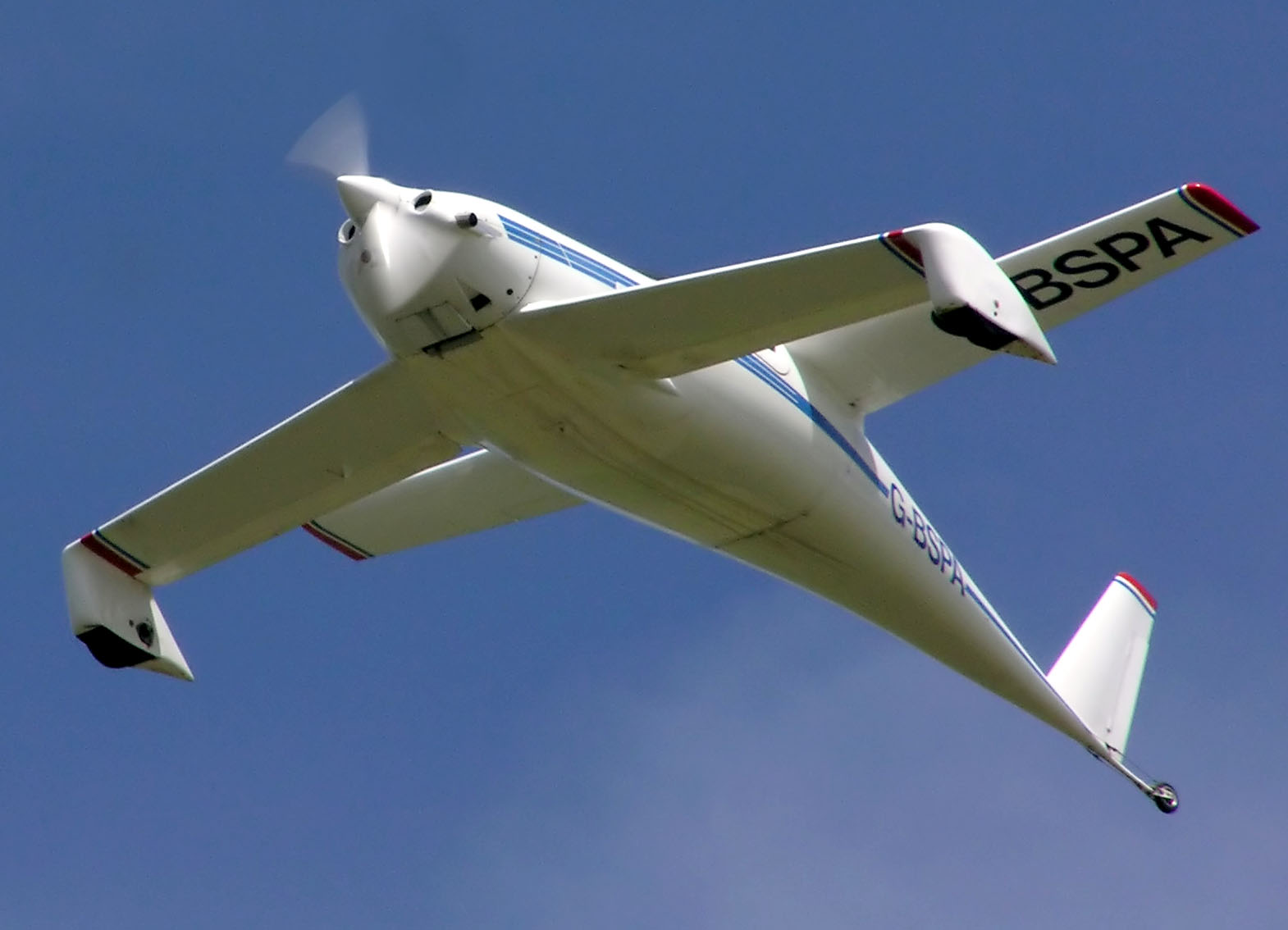
Q2 en vol
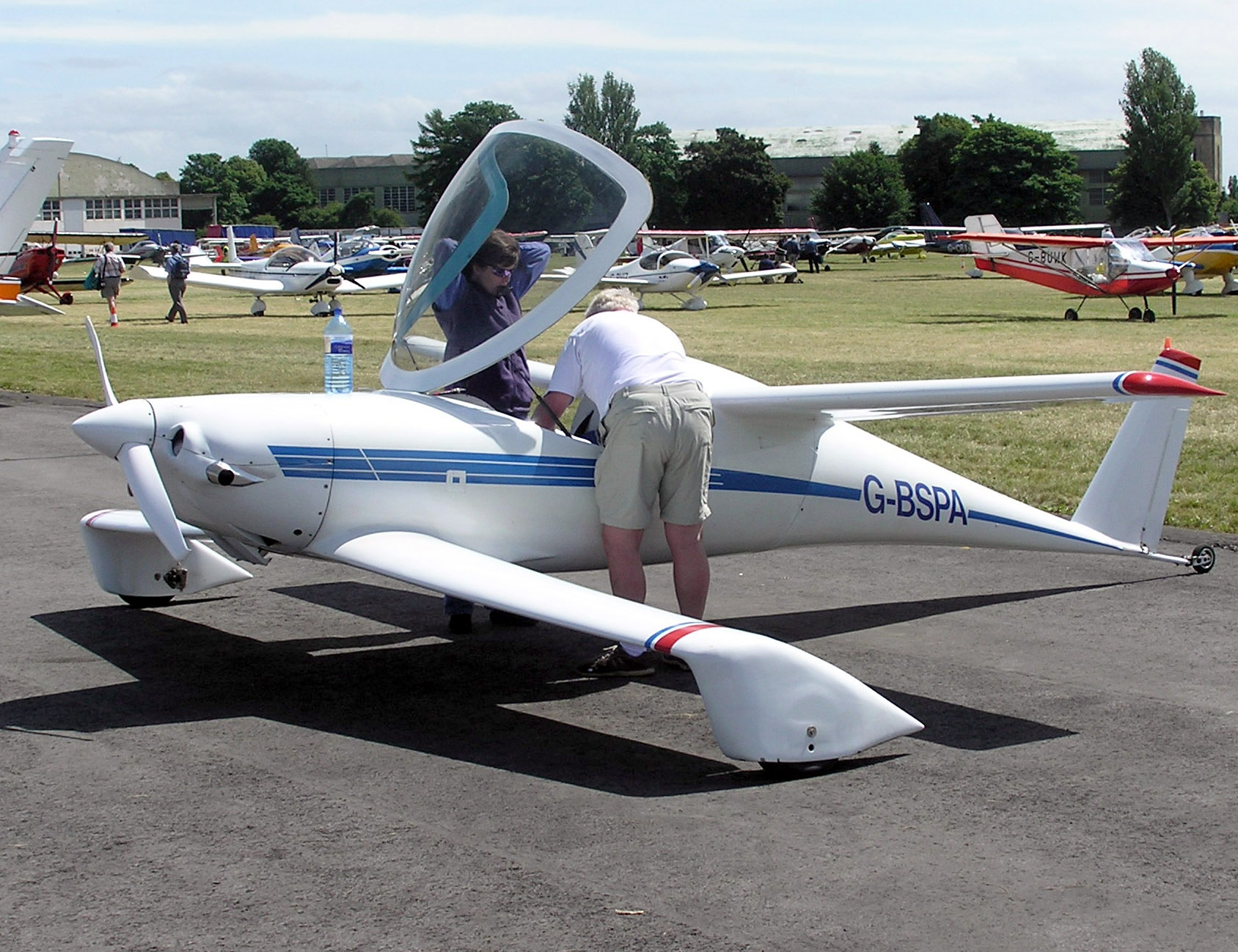
Q2, verrière levée
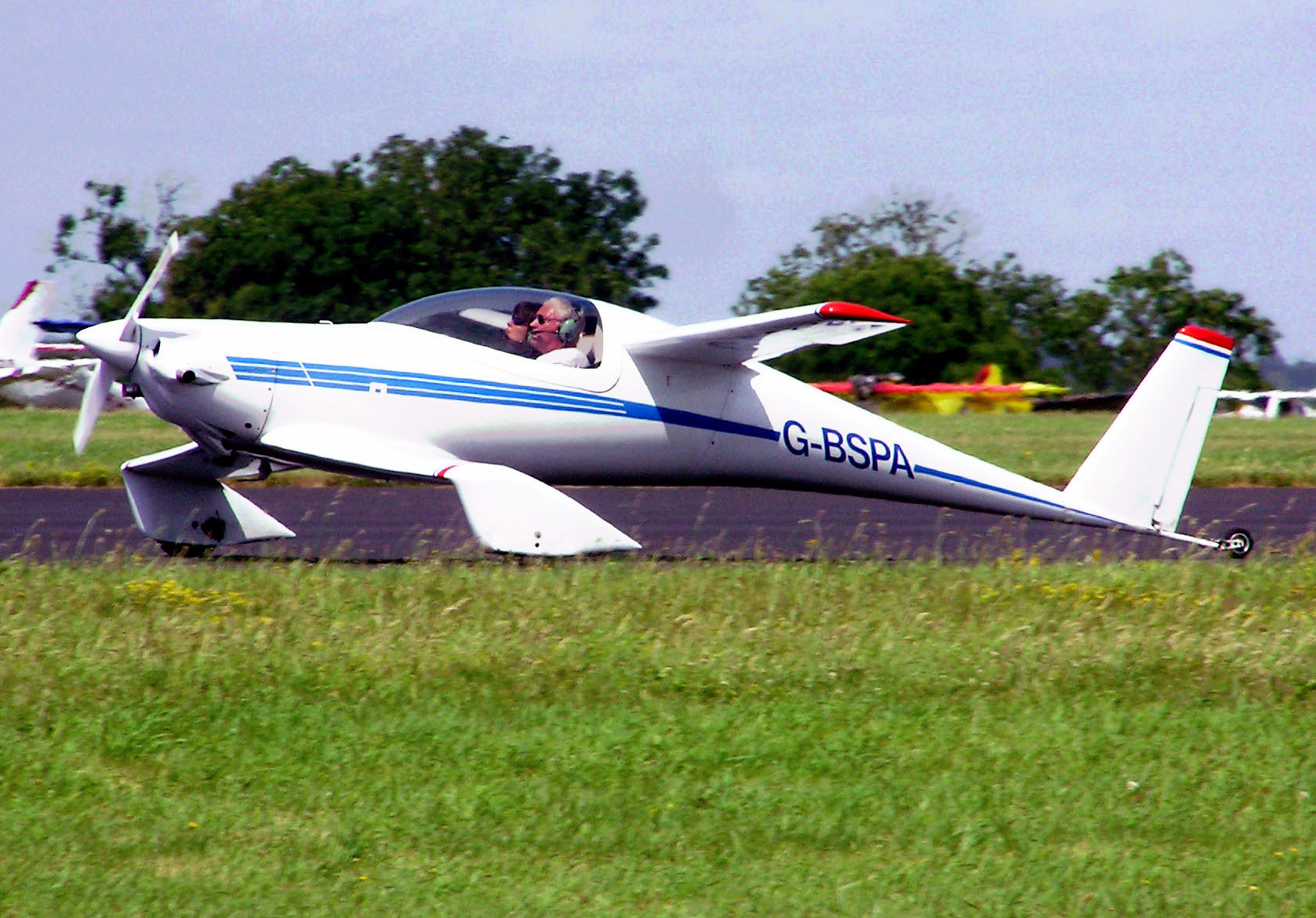
Q2, vue de côté